# Emanuelis Zingeris

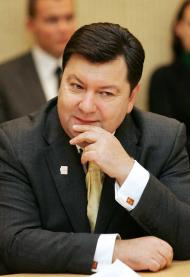
Emanuelis Zingeris, 2008

Emanuelis Zingeris (* 16. Juli 1957 in Kaunas) ist ein litauischer Politiker.

## Leben
1981 absolvierte er ein Studium der Philologie  und von 1982 bis 1986 studierte er in der Aspirantur am Lehrstuhl für litauische Sprache an der Vilniaus universitetas. Von 1990 bis 2000 war er und seit 2004 ist er Mitglied im Seimas. Von 2000 bis 2004 war er Direktor des jüdischen Museums Valstybinis Vilniaus Gaono Žydų Muziejus in Vilnius.
Ab 1989 war er Mitglied von Sąjūdis, von 1989 bis 1991 der Lietuvos socialdemokratų partija und danach der TS-LKD.
Im Februar 2015 wurde sein Name in Medien und sozialen Netzwerken in Deutschland häufiger genannt, da er Angela Merkel für ihre Friedensverhandlung (Minsk II) für den Friedensnobelpreis vorschlagen will.
Er ist verheiratet. Mit Frau Virginija hat er einen Sohn und eine Tochter.

## Quelle
- 2008 m. Lietuvos Respublikos Seimo rinkimai - Tėvynės sąjunga - Lietuvos krikščionys demokratai - Iškelti kandidatai (Memento vom 14. Februar 2014 im Internet Archive)